# المتحف القومي للحضارة المصرية
المتحف القومي للحضارة المصرية هو متحف يقع في مدينة الفسطاط بالقاهرة علي مساحة 33.5 فدان. ويستوعب المتحف خمسين ألف قطعة أثرية تحكي مراحل تطور الحضارة المصرية بالإضافة إلى عرض لإنجازات الإنسان المصري في مجالات الحياة المختلفة منذ فجر التاريخ حتى وقتنا الحاضر، كما يحتوى على نماذج وصور فوتوغرافية ومخطوطات ولوحات زيتية وتحف فنية وآثار من العصر الحجري والفرعوني واليوناني الروماني والقبطي والعربي وحضارة السودان والعصر الحديث. ويطل موقع المتحف على بحيره طبيعية وهي بحيرة عين الصيرة.

## التاريخ
تعود فكرة إنشاء المتحف القومى للحضارة المصرية إلى عام 1982 عندما قامت يونسكو بالإعلان عن حملة دولية لإنشاء المتحف القومى للحضارة ومتحف النوبة بأسوان، وفي عام 1999 تم اختيار الموقع الحالي للمتحف بالفسطاط بدلاً من موقعه السابق بالجزيرة، وتم عمل الحفائر الأثرية بموقع المتحف في الفترة من 2000 حتى 2005، ووضع حجر الأساس لمبنى المتحف في عام 2002، بعد أعمال الحفائر التي نفذت في عام 2000. تم افتتاح المتحف رسميا في 3 أبريل 2021.

## الموقع والمساحة
يقع المتحف القومي بمنطقة الفسطاط في مصر القديمة بالقرب من حصن بابليون ويطل على بحيرة عين الصيرة. تبلغ مساحة المتحف حوالي 33,5 فدان منها 130 ألف متر مربع من المباني، ومن المتوقع أن يضم 50 ألف قطعة أثرية من مختلف عصور مصر القديمة وحتى التاريخ المعاصر، ويضم مجموعة من المخازن لحفظ الآثار مجهزة بأحدث التقنيات.

## التمويل والتصميم
الاستشاري المعماري للمتحف هو الدكتور/ الغزالي كسيبة أستاذ العمارة بكليه الفنون الجميلة جامعه حلوان بالزمالك، فيما صمم قاعات العرض الداخلي المهندس المعماري الياباني أراتا إيسوزاكي. وسوف يعرض المتحف الحضارة المصرية منذ عصور ما قبل التاريخ وحتى الآن باستخدام أساليب متعددة مما يسلط الضوء على التراث المادي والمعنوي للبلاد.
يشيد المتحف بتمويل مصري كامل يتوزع ما بين صندوق إنقاذ آثار النوبة بنسبة 45%، والمجلس الأعلى للآثار بنسبة 55%، فيما تقدم منظمة اليونسكو الدعم الفني في مجال التدريب، والاستشارات حول كيفية تنفيذ المتحف، بطرق علمية حديثة.

## قاعات العرض
سيتم عرض مقتنيات المتحف في 9 قاعات منها معرض رئيسي دائم عن أهم إنجازات الحضارة المصرية، مع ستة معارض موضوعية تغطي فجر الحضارة، النيل، الكتابة، الدولة والمجتمع، الثقافة، المعتقدات والأفكار، ومعرض المومياوات الملكية.
يتضمن المتحف مساحات مؤقتة واسعة للعرض، قاعة ومركز للتعليم والبحث، فضلا عن معرض متعلق بتطور مدينة القاهرة الجديدة. وسيكون بمثابة مكان لمجموعة متنوعة من المناسبات، بما في ذلك عرض الأفلام والمؤتمرات والمحاضرات والأنشطة الثقافية وسيستهدف الجماهير المحلية والوطنية والدولية.
سيضم المتحف أبنية خدمية، وتجارية، وترفيهية، ومركزاً بحثياً لعلوم المواد القديمة والترميم.

### القاعة الرئيسية
تحتوي قاعة العرض الرئيسية للمتحف على عدد من القطع الآثرية التي تعطي فكرة متكاملة عن الحضارة المصرية من العصر الفرعوني واليوناني والروماني والقبطي والإسلامي والحديث.

### قاعة المومياوت
تهيئ القاعة للزوار أجواء منطقة وادي الملوك. وتضم القاعة 20 مومياء ملكية منهم 18 ملك، وملكتين من الأسرات السابعة عشر حتى الأسرة العشرين. أهم هذة المومياوت مومياء الملك سقنن رع، والملك تحتمس الثالث، والملكة حتشبسوت، والملك رمسيس الثاني، والملك رمسيس الثالث.

### المصبغة الأثرية
يتميز المتحف بوجود مصبغة داخل حرم المتحف، أكتشفت لأول مرة في عام 1932، وأعيد أكتشافها أثناء عملية الحفائر السابقة لبناء المتحف عام 2003-2004. المصبغة مكونه من ثلاثة صفوف مزدوجة العيون في كل واحدة منها 13 عينًا. وفي الجانب الشمالي 13 عينًا منفردة ومدعومة بحائط مبني من الطوب. بنيت العيون من الطوب الأحمر صغير الحجم يفصل بينها ممر عرضه 50 سم، ويفصل بين كل مجموعة من العيون حائط من الطوب عرضه 20 سم. العيون مستديرة قطرها 80 سم وإرتفاعها 70 سم. وفي الجانب الشمالي 10 أحواض مستطيلة، يبلغ أبعادها 70 *70 سم، وإرتفاعها 90 سم، ويفصل بينهما ممر عرضه 65 سم. يعتقد أن هذه الأحواض تستخدم لتثبيت الصبغة بعد عملية الصبغ.

## مراحل المشروع ومراحل الافتتاح
- المرحلة الأولى:
- المرحلة الثانية: تبلغ تكلفة تلك المرحلة 400 مليون جنيه وتتضمن إنشاء المبنى الإداري والمعامل والمخازن، والمنظومة الأمنية.[11]
- المرحلة الثالثة: تبلغ تكلفة تلك المرحلة 500 مليون جنيه، وتتضمن إنشاء محطة كهرباء و3 قاعات من إجمالي 9 قاعات بالمتحف، على أن تكون أحدها مخصصة لعرض المومياوات الملكية، وأخرى خاصة بمتحف العاصمة الذي سيعرض للزائرين رؤية حية للمناطق الأثرية بالقاهرة، أما القاعة الثالثة فستكون مخصصة للعرض المركزي وتلقي الضوء على أهم إنجازات الحضارة المصرية في تسلسل تاريخي منذ ما قبل التاريخ وحتى الآن، ومن المنتظر أن تنتهي تلك المرحلة بنهاية عام 2018.[11]

### الافتتاح الجزئي
في فبراير 2017 افتتح خالد العناني وزير الآثار المتحف بشكل جزئي بحضور العديد من الشخصيات العامة العالمية والمحلية. تضمن الافتتاح قاعة عرض مؤقت حول «الحرف والصناعات المصرية عبر العصور»، على مساحة 1000 متر مربع تضم حوالي 420 قطعة أثرية تحكى تطور الحرف المصرية على مر العصور التاريخية وحتى الآن، تعرض القاعة 4 حرف هي الفخار، الأخشاب، النسيج ،الحلي، بالإضافة إلى وجود شاشات كبيرة تعرض عددًا من الأفلام الوثائقية التي تبرز تاريخ كل حرفة وتطورها.

### الافتتاح الرسمي
تم افتتاح المتحف رسميا في 3 أبريل 2021 على وقع حفل استعراضي وموسيقي عالمي ضخم تضمن موكب نقل 22 مومياء فرعونية ملكية من المتحف المصري بالتحرير بحضور رئيس الجمهورية عبد الفتاح السيسي ومصطفى مدبولي رئيس مجلس الوزراء، وخالد العناني وزير السياحة والأثار، و زوراب بولوليكاشفيلي الأمين العام لمنظمة السياحة العالمية، وأودري أزولاي رئيس منظمة اليونسكو.

## تبرعات ملحوظة
أفاد زاهي حواس في أواخر عام 2017 بأن فرانسيس ريكياردون رئيس الجامعة الأمريكية بالقاهرة قد تبرع بـ 5000 من قطعها الأثرية للمتحف القومي للحضارة المصرية.

## الاستخدام
اسْتَضافَ المتحف القومي للحضارة المصرية قرعة بطولة العالم لكرة اليد للرجال 2021.
كما إستضاف المتحف فعالية تراثية ثقافية فنية تحت عنوان “تاريخ الكشافة المصرية” يوم 18 من فبراير عام 2023.

## الإدارة
يخضع المتحف لإشراف قطاع المتاحف بالمجلس الأعلى للآثار التابع لوزارة الآثار المصرية، ويقوم على شؤونه المشرف العام/الرئيس التنفيذي:
- أحمد غنيم "الرئيس التنفيذي لهيئة المتحف".[19]
- أحمد الشربيني "المشرف العام على المشروع".[20]
- محروس سعيد "المشرف العام على المشروع".[21]

## وصلات خارجية
- الموقع الرسمي